# Oops! I Did It Again: The Best of Britney Spears
Oops! I Did It Again: The Best of Britney Spears — сборник лучших хитов американской певицы Бритни Спирс, выход которого состоялся 18 июня 2012 года на лейблах RCA Records и Sony Music.

## Об альбоме
Альбом содержит 4 из 34 официальных синглов, 4 промосинглов, а также бонус треки от всех её студийных альбомов …Baby One More Time (1999), Oops!… I Did It Again (2000), Britney (2001), In the Zone (2003) и Circus (2008). Blackout (2007) и Femme Fatale (2011). В отличие от предыдущих компиляций Спирс, альбом получил мало отзывов, синглов в поддержку сборника выпущено не будет.
Не существует официального пресс-релиза или объявления этого альбома. Его выход удивил критиков и поклонников. Считали что выбор треков был «случайным», но это исключает наличие наиболее успешных хитов Спирс. Когда фанаты в Twitter задали вопрос о составлении, Sony Music завил, что ничего не знает о выходе этого альбома.

## Список композиций
| №                   | Название                   | Автор(ы)                                                                  | Продюсер(ы)                       | Длительность |
| ------------------- | -------------------------- | ------------------------------------------------------------------------- | --------------------------------- | ------------ |
| 1.                  | «Oops!… I Did It Again»    | Max Martin, Rami Yacoub                                                   | Martin, Yacoub                    | 3:31         |
| 2.                  | «…Baby One More Time»      | Max Martin                                                                | Max Martin, Rami Yacoub           | 3:30         |
| 3.                  | «I’m a Slave 4 U»          | Chad Hugo, Pharrell Williams                                              | The Neptunes                      | 3:23         |
| 4.                  | «Born to Make You Happy»   | Kristian Lundin, Andreas Carlsson                                         | Kristian Lundin                   | 4:03         |
| 5.                  | «Cinderella»               | Martin, Rami, Spears                                                      | Max Martin, Rami                  | 3:39         |
| 6.                  | «Brave New Girl»           | Spears, Brian Kierulf, Josh Schwartz, Kara DioGuardi                      | Brian and Josh                    | 3:30         |
| 7.                  | «The Hook Up»              | Spears, Stewart, Nikhereanye, Magnet                                      | Trixster, Penelope Magnet (co.)   | 3:54         |
| 8.                  | «Don’t Hang Up»            | Spears, Kierulf, Schwartz                                                 | Brian and Josh                    | 4:02         |
| 9.                  | «One Kiss From You»        | Steve Lunt                                                                | Steve Lunt, Larry «Rock» Campbell | 3:23         |
| 10.                 | «Anticipating»             | Spears, Schwartz, Kierulf                                                 | Brian Kierulf, Josh Schwartz      | 3:16         |
| 11.                 | «What It’s Like To Be Me»  | Justin Timberlake, Wade Robson                                            | Wade J. Robson, Justin Timberlake | 2:50         |
| 12.                 | «My Baby»                  | Spears, Sigsworth                                                         | Guy Sigsworth                     | 3:18         |
| 13.                 | «Out from Under»           | Shelly Peiken, Arnthor Birgisson, Wayne Hector                            | Guy Sigsworth                     | 3:53         |
| 14.                 | «You Got It All»           | Rupert Holmes                                                             | Eric Foster White                 | 4:09         |
| 15.                 | «Showdown»                 | Spears, Christian Karlsson, Pontus Winnberg, Henrik Jonback, Cathy Dennis | Bloodshy & Avant                  | 3:17         |
| 16.                 | «That’s Where You Take Me» | Spears, Schwartz, Kierulf                                                 | Brian Kierulf, Josh Schwartz      | 3:32         |
| Общая длительность: | Общая длительность:        | Общая длительность:                                                       | Общая длительность:               | 56:52        |

## Хронология релизов
| Страна         | Дата            | Формат           | Лейбл                    |
| -------------- | --------------- | ---------------- | ------------------------ |
| Испания        | 15 июня 2012    | Digital download | Sony Music Entertainment |
| Великобритания | 18 июня 2012    | CD               | Sony Music Entertainment |
| Канада         | 19 июня 2012    | CD               | Sony Music Entertainment |
| Франция        | 2 июля 2012     | CD               | Sony Music Entertainment |
| Германия       | 24 августа 2012 | CD               | Sony Music Entertainment |